# Dřínek
Dřínek je přírodní rezervace severovýchodně od obce Hrobčice v okrese Teplice. Péči o přírodní rezervaci zajišťuje Krajský úřad Ústeckého kraje, odbor životního prostředí a zemědělství. Důvodem ochrany jsou xerotermní travinná společenstva, teplomilné druhy rostlin vzácně se vyskytující v severní části českého termofytika. Na svazích prosperuje populace zvláště chráněných druhů rostlin v kategorii silně ohrožených kavyl úzkolistý (Stipa tirsa), koniklec luční český (Pulsatilla pratensis subsp. bohemica).

## Galerie

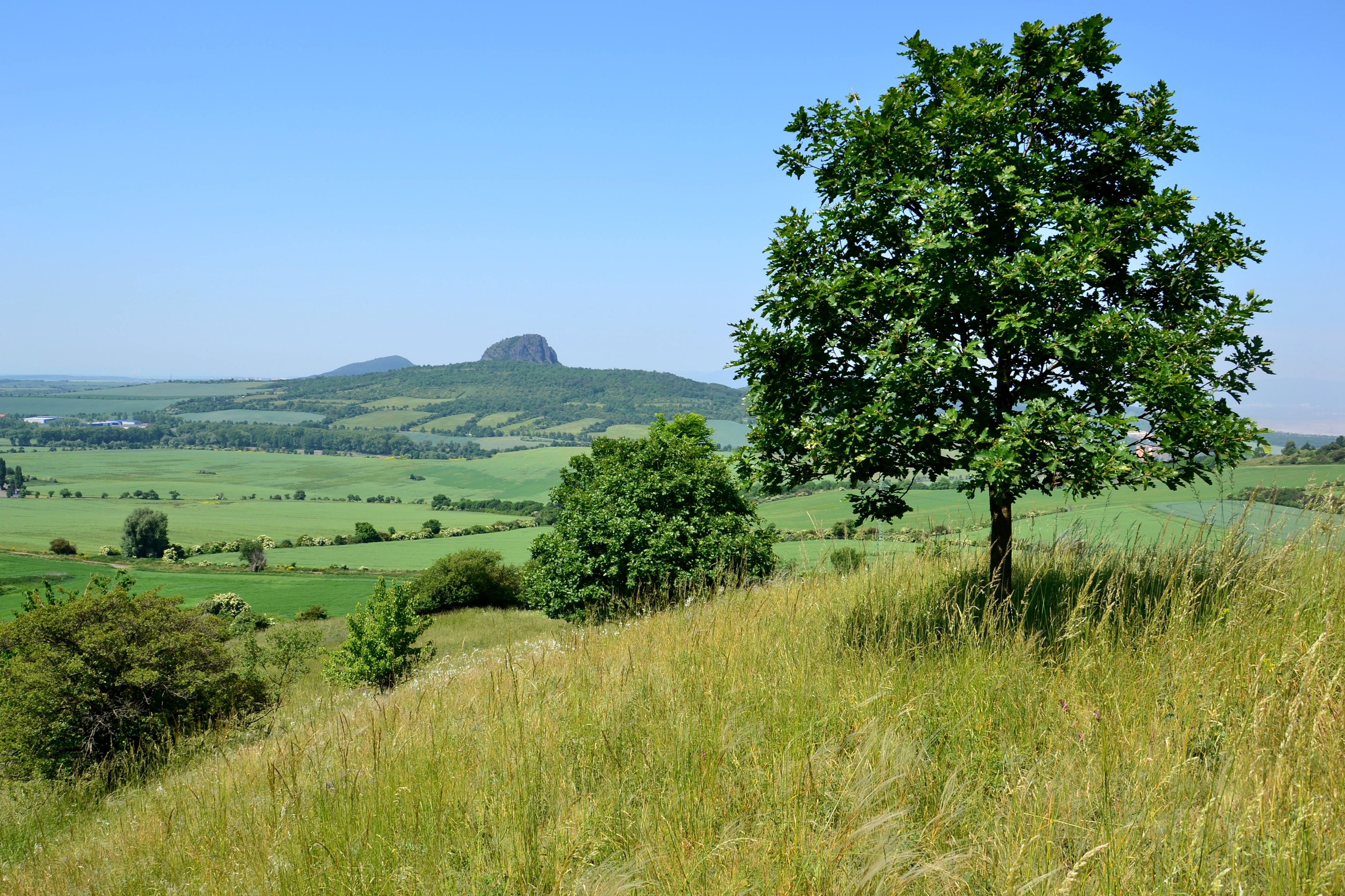
Vrcholová část rezervace
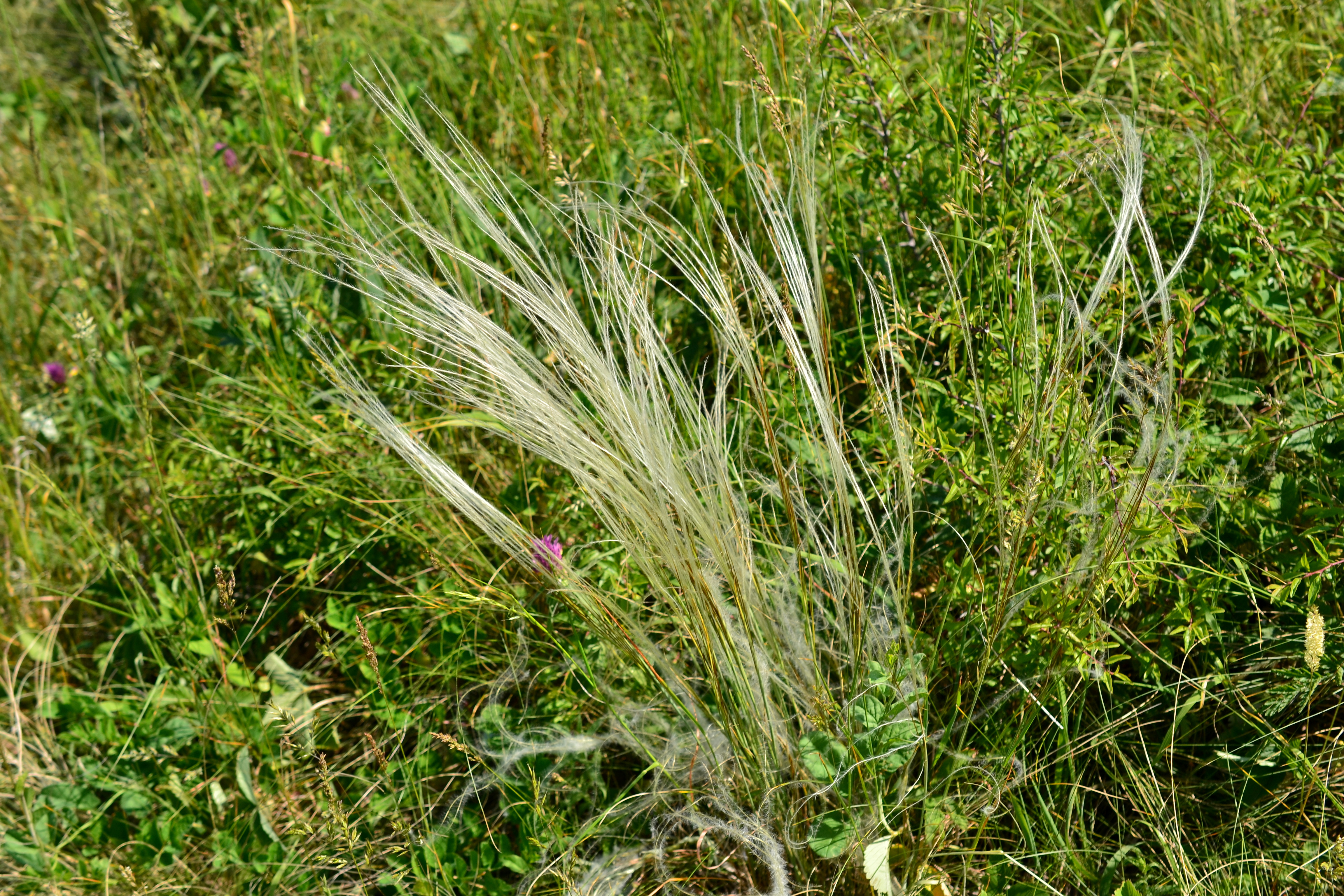
Kavyl Ivanův v rezervaci
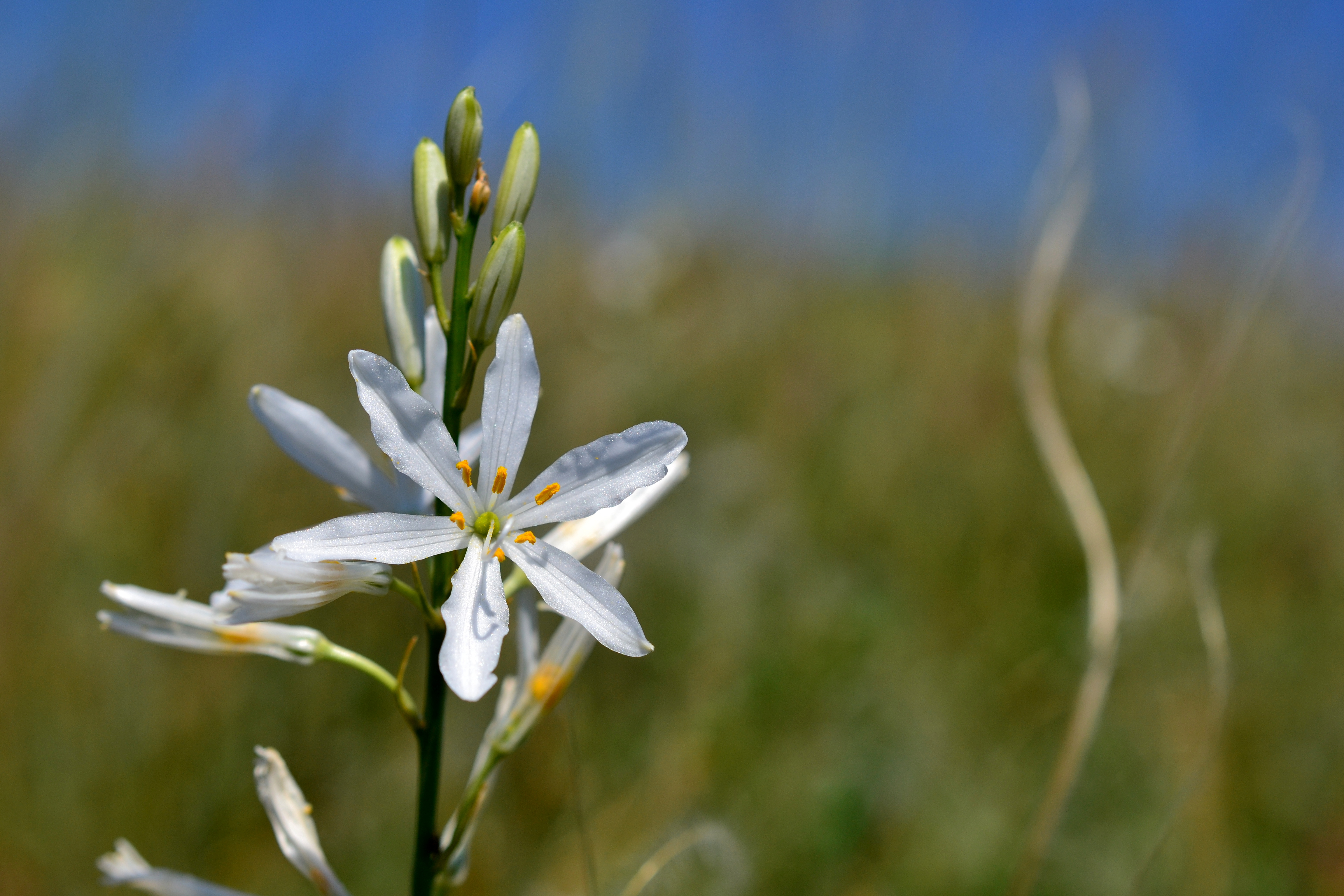
Bělozářka liliovitá v rezervaci